# Abnégation (film, 1924)
Pour la vertu, voir Abnégation.
Pour l’article homonyme, voir Abnégation (film, 1919).
Pour plus de détails, voir Fiche technique et Distribution.
Abnégation (The Passionate Adventure ) est un film britannique muet réalisé par Graham Cutts, sorti en 1924. Alfred Hitchcock a co-écrit le scénario et a été crédité en tant qu'assistant réalisateur.

## Synopsis
Un homme riche, vétéran de la Grande Guerre, quitte sa femme afin de se faire passer pour un costumier et sauve une fille d'usine d'un escroc...

## Fiche technique
- Titre : Abnégation
- Titre original : The Passionate Adventure
- Réalisation : Graham Cutts
- Scénario : Alfred Hitchcock et Michael Morton, d'après le roman de Frank Stayton
- Production : Michael Balcon pour Gainsborough Pictures
- Photographie : Claude L. McDonnell
- Décors : Alfred Hitchcock
- Assistant-réalisateur : Alfred Hitchcock
- Pays de production :  Royaume-Uni
- Format : noir et blanc - film muet
- Genre : drame
- Date de sortie : 1924

## Distribution
- Alice Joyce : Drusilla Sinclair
- Marjorie Daw : Vicky
- Clive Brook : Adrien St. Clair
- Lillian Hall-Davis : Pamela
- Victor McLaglen : Herb Harris
- Joseph R. Tozer : l’inspecteur Stewart Sladen
- Mary Brough : Lady Rolis
- John F. Hamilton : Bill

## Autour du film
- Ce film retiendra surtout l'attention pour la participation de Hitchcock qui cumule les fonctions de scénariste, décorateur et assistant-réalisateur[1].